# Tân Bình, Châu Thành (Đồng Tháp)
Tân Bình là một xã cũ thuộc huyện Châu Thành cũ, tỉnh Đồng Tháp, Việt Nam.
Xã có diện tích 16,15 km², dân số năm 1999 là 15.849 người, mật độ dân số đạt 981 người/km².